# Puchar Świata w narciarstwie alpejskim 2012/2013
Sezon 2012/2013 Pucharu Świata w narciarstwie alpejskim rozpoczął się 27 października 2012 tradycyjnie już w austriackim Sölden, a następne starty miały miejsce 10 i 11 listopada w Levi. Ostatnie zawody z tego cyklu zostały rozegrane między 13 a 17 marca 2013 w szwajcarskim Lenzerheide. Rozegrano łącznie 35 konkurencji kobiecych i 34 konkurencje męskie oraz dwa mieszane slalomy równoległe.
W sezonie tym odbyły się także 42. Mistrzostwa Świata w Narciarstwie Alpejskim w Austriackim Schladming.

## Puchar Świata w narciarstwie alpejskim kobiet
Wśród kobiet Pucharu Świata z sezonu 2011/12 broniła Lindsey Vonn. Tym razem najlepsza okazała się Tina Maze.
W poszczególnych klasyfikacjach tryumfowały:
- zjazd  Lindsey Vonn
- slalom  Mikaela Shiffrin
- gigant  Tina Maze
- supergigant  Tina Maze
- superkombinacja  Tina Maze

## Puchar Świata w narciarstwie alpejskim mężczyzn
Pucharu Świata z sezonu 2011/12 bronił Marcel Hirscher, który okazał się także najlepszy w sezonie 2012/13.
W poszczególnych klasyfikacjach tryumfowali:
- zjazd  Aksel Lund Svindal
- slalom  Marcel Hirscher
- gigant  Ted Ligety
- supergigant  Aksel Lund Svindal
- superkombinacja  Ivica Kostelić oraz  Alexis Pinturault